# Tarachodes insidiator
Tarachodes insidiator es una especie de mantis de la familia Tarachodidae.

## Distribución geográfica
Se encuentra en Tanga, Zimbabue y Transvaal en (Sudáfrica).